# سجاد غلامی
سجاد غلامی (زادهٔ ۶ بهمن ۱۳۷۷) کشتی‌گیر آزادکار ایرانی است.وی در مسابقات قهرمانی کشتی زیر ۲۳ سال جهان ۲۰۲۱ در وزن ۸۶ کیلوگرم موفق به کسب مدال نقره شده است.

## فعالیت حرفه‌ای ورزشی[۵][۶][۷]
- نقره نوجوانان جهان گرجستان ۲۰۱۶
- طلا جوانان آسیا در هند ۲۰۱۸
- نقره امیدهای جهان صربستان ۲۰۲۱[۸]